# 마테오스 칸타쿠지노스
마테오스 아사니스 칸다쿠지노스(그리스어: Ματθαῖος Ἀσάνης Καντακουζηνός, 1325년경 - 1383년 또는 1391년)는 1353년부터 1357년까지 동로마 제국의 황제였고, 1380년부터 1383년까지 모레아의 데스포테스였다.

## 생애
마테오스 아사니스 칸다쿠지노스는 요안니스 칸타쿠지노스와 이리니 아사니나의 장남이었다. 요안니스 5세와의 싸움에서 아버지에게 지원을 베푼의 대가로 그는 1347년 요안니스 6세에게 트라키아의 일부를 영지로서 양도받았고, 1353년 요안니스 5세와 전면적인 내전이 발발하자 공동 황제로 선포되었다.
그라티네를 중심으로 한 트라키아 영토에서 마테오스는 세르비아 제국에 대한 여러 전쟁을 주도했다. 그가 1350년에 준비한 공격은 그의 오스만 제국 지원군들의 탈주로 좌절되었다. 그러나, 5000명의 튀르크인들와 함께 그는 세르비아 - 동로마 국경을 따라 그의 옛 영토을 다시 재건하기 위해 시도했지만 세레스를 점령하는 데 실패했고, 곧 1356년 말이나 1357년 초에 인근의 주요 요새인 드라마의 주인 보이흐나가 이끄는 세르비아 군대에게 패배했다.  세르비아인들은 마테오스를 몸값을 받고 석방할 의도로 붙잡지만, 요안니스 5세는 마테오스의 영지를 차지하기 위해서 빠르게 움직였다. 요안니스 5세는 보이흐나에게 마테오스를 넘겨주는 조건으로 훨씬 더 많은 금액을 제안했다.
테네도스에 마테오스를 투옥한 후, 프란체스코 1세 가틸루시오의 감시 아래 레스보스에 가둔 후 요안니스 5세는 그를 강제로 황제의 칭호를 포기하도록 풀어주고, 1361년 모레아로 보내져, 그곳에서 통치하고 있던 그의 형제 마누일 칸타쿠지노스와 합류하였다. 1380년 그의 형제 마누엘이 죽은 이후, 마테오스는 1381년 새로운 총독으로 테오도로스 1세 팔레올로고스가 임명되고 1382년 도착할 때까지 모레아를 통치했다. 칸타쿠지노스가에서 팔라이올로고스가로 모레아에서 권력이 완전히 넘어가기 전에 마테오스는 모레아에서 그의 아들인 디미트리오스 1세 칸타쿠지노스에게 권력을 사임했다.

## 가족
1341년 초에 테살로니카에서 결혼한 아내 이리니 팔레올로기나와의 슬하에 알려져있는 5명의 자녀가 있다.
1. 요안니스 칸타쿠지노스, 데스포티스
2. 디미트리오스 칸타쿠지노스, 세바스토크라토르
3. 테오도라 칸타쿠지니
4. 살로나 백작 루이스 파드리케와 결혼한 엘레니 아사니나 칸타쿠지니
5. 요안니스 라스카리스 칼로페로스와 결혼한 마리아 칸타쿠지니
6. (아마도) 테오도로스 칸타쿠지노스, 주프랑스 베니스의 대사[2]